# Mymarommatoidea
Mymarommatoidea (лат.) — надсемейство наездников из инфраотряда Proctotrupomorpha отряда перепончатокрылых.

## Описание
Микроскопические насекомые (длина около 0,3—0,8 мм). Усики самок 9-11-члениковые (у самок Galloromma из 13; у самцов Mymarommatoidea из 13 или реже из 12 члеников). Обладают 2-члениковым стебельком брюшка (первые два сегмента метасомы, состоящей из 8 тагм, остальные шесть это собственно брюшко), как у муравьёв-мирмицин. Заднее крыло без пластинки, в виде короткой жилки. Переднее крыло длинностебельчатое, с единственной очень короткой костальной жилкой. Лапки 5-члениковые. Формула шпор 1-0-0. Предположительно, являются паразитоидами яиц насекомых. Живые ископаемые.
Ископаемые представители известны из балтийского, бирманского, доминиканского, испанского, ливанского, сицилийского, таймырского, канадского, нью-джерсийского, французского и других янтарей. Столь широкое распространение вымерших форм говорит о древнем возрасте группы, которая уже существовала не менее чем 120 млн лет назад.

## Распространение
Всесветное, включая некоторые субантарктические и тихоокеанские острова.

## Классификация
Около 30 видов. Надсемейство Mymarommatoidea (иногда объединяемое с Serphitoidea, также имеющем 2-члениковый стебелёк) включает 4 семейства: современное Mymarommatidae и ископаемые †Gallorommatidae, †Dipterommatidae и †Alavarommatidae.
- Надсемейство Mymarommatoidea[5]
  - † Семейство Alavarommatidae Ortega-Blanco, Peñalver, Delclòs et Engel, 2011[6][7]
    - † Alavaromma Ortega-Blanco et al., 2011
      - † Alavaromma orchamum Ortega-Blanco et al., 2011 — Испания

  - † Семейство Dipterommatidae Rasnitsyn et al., 2019[4]
    - † Dipteromma Rasnitsyn et al., 2019
      - † Dipteromma paradoxa Rasnitsyn et al., 2019 — Бирманский янтарь, Мьянма, меловой период (сеноман)

  - † Семейство Gallorommatidae Gibson, Read & Huber, 2007[1]
    - † Galloromma Schlüter, 1978[1]
      - † Galloromma agapa (Kozlov & Rasnitsyn, 1979) (=†Palaeomymar agapa) — Таймыр[3]
      - † Galloromma bezonnaisense Schlüter, 1978 — Франция
      - † Galloromma kachinense Engel & Grimaldi, 2007 — Мьянма

  - Семейство Mymarommatidae
    - † Archaeromma Yoshimoto, 1975[8]
    - † Palaeomymar Meunier, 1901[9]
    - Mymaromma Girault, 1920[10]
    - Mymaromella Girault, 1931
    - Zealaromma Gibson, Read & Hubert, 2007